# Royal Opera House Muscat
Das Royal Opera House Muscat (arabisch دار الأوبرا السلطانية مسقط, DMG Dār al-Ūbirā as-Sulṭānīya Masqaṭ) ist ein Opernhaus im Stadtteil Schati al-Qurm in Maskat, Oman. Es gehört – neben dem Bahrain National Theater in Manama (Bahrain) und dem Qatar Opera House in Doha (Katar), in dem nur Konzerte gegeben werden – zu den ersten Opernhäusern in den Golfstaaten. 2016 wurden außerdem die Dubai Opera in Dubai (Vereinigte Arabische Emirate) und in Kuwait (Kuwait) das Sheikh Jaber Al Ahmad Cultural Centre eröffnet, in dem es auch ein Opernhaus geben soll.

## Geschichte
Der Bau wurde 2001 von Sultan Qabus durch ein königliches Dekret beschlossen. Nach einem beschränkten Architektenwettbewerb im Jahr 2003 ging das Architekturbüro Wimberly Allison Tong and Goo (WATG) als Sieger hervor und wurde mit der Gesamtplanung beauftragt. Der Baustil orientiert sich am modernen omanischen Baustil öffentlicher Gebäude, der Elemente verschiedener Bautraditionen verbindet. Im April 2007 wurde mit dem Bau begonnen. Ursprünglich sollte das Musiktheater House of Musical Arts genannt werden, jedoch entschloss man sich während der Bauphase es als Royal Opera House Muscat (ROHM) (in Anlehnung an das Londoner Royal Opera House in Covent Garden) zu eröffnen.
Das Opernhaus wurde Anfang September 2011 im Rahmen eines Galaabends mit einem kleinen Kreis von Ehrengästen mit der Oper Rigoletto von Verdi eröffnet. Die erste Theatersaison begann am 14. Oktober 2011 mit der Oper Turandot von Puccini, dirigiert von Plácido Domingo, und dauerte bis zur Neujahrs-Gala Ende 2011. Zu den Aufführungen einer Puccini-Oper im November 2014 erschien ein Bericht in der Frankfurter Allgemeinen Zeitung vom 29. November 2014.

## Beschreibung

### Exterieur
Der Gebäudekomplex steht auf einem 80 ha großen Gelände, das zur Hälfte überbaut und von einem großzügigen Landschaftsgarten umgeben ist. Die Fassade ist mit rosafarbenem Kalkstein aus der Wüste Omans verkleidet. Neben dem Opernhaus wurde dort ebenfalls eine Opera Galleria mit einem Museumsladen, verschiedenen gehobenen Gastronomiebetrieben sowie einer Anzahl von Luxus-Geschäften erbaut. Zur Anlage gehört auch ein Kulturzentrum mit einer Kleinkunstbühne.

### Interieur

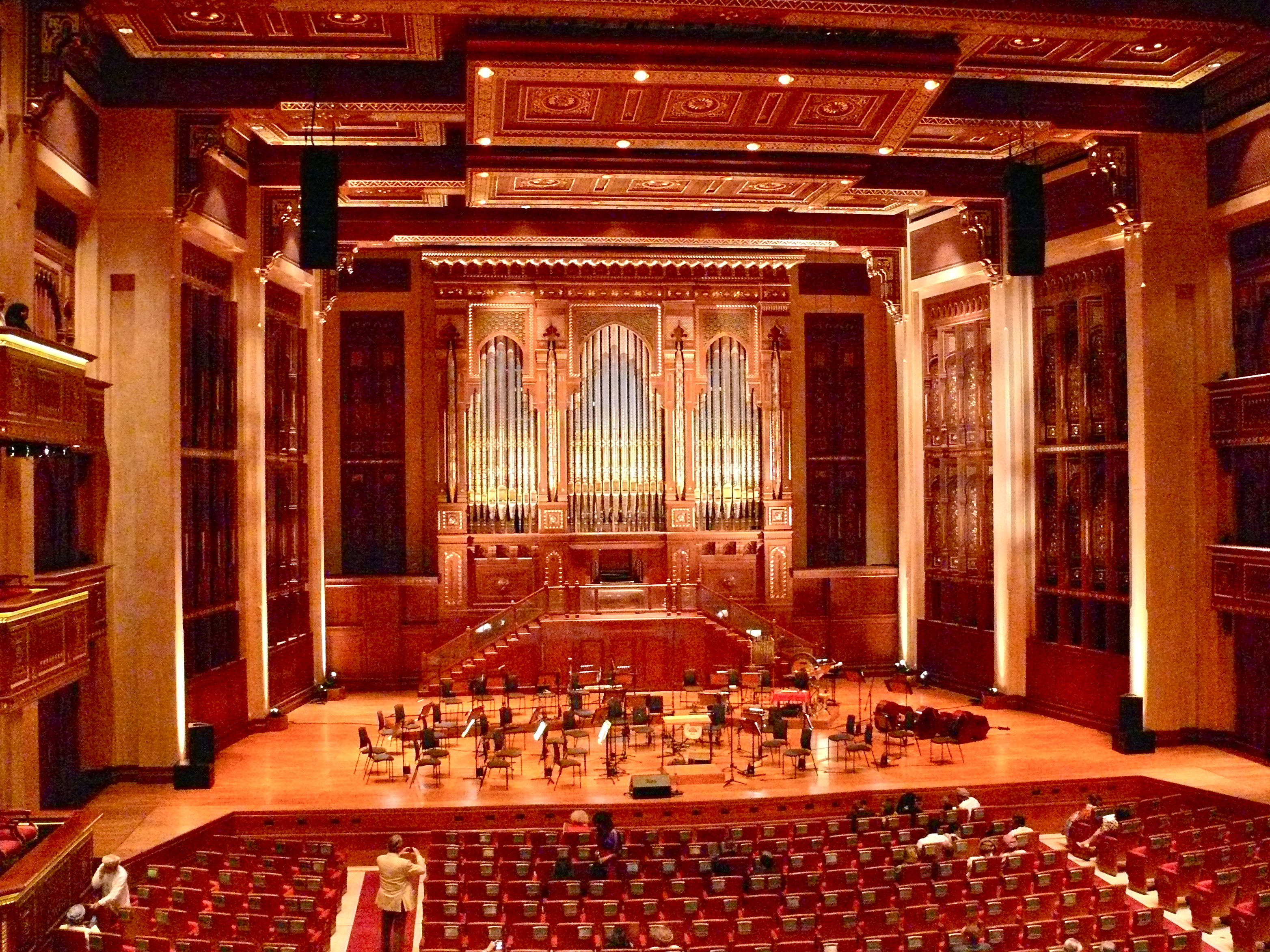
Royal Opera House Muscat. Die Orgel.

Insgesamt sind die Räume verschwenderisch mit kostbaren Marmorböden und einer wertvollen Täfelung ausgestattet. Der Theaterraum selbst ist in gediegenem Rot und Gold gehalten. Der Raum kann modular als Proszenium-Theater mit insgesamt 1100 Sitzplätzen genutzt werden.
Eine große Anzahl von Sitzen ist mit einem auf der Rückseite eingebauten Monitor ausgestattet, auf dem Untertitel in Arabisch und Englisch eingespielt werden können. Die Oberbühne ist insgesamt 32 m hoch. Die Königsloge befindet sich gegenüber der Bühne.

### Orgel
Auf der Bühne befindet sich eine große Konzertorgel, die von der Orgelbaufirma Klais (Bonn) gebaut wurde. Das Instrument befindet sich in einem reich verzierten Holzgehäuse, dessen Prospekt in drei Pfeifenfelder unterteilt ist. Auch die Prospektpfeifen der Orgel sind reich verziert. Unterhalb des mittleren Pfeifenfelds befindet sich die Spielanlage. Das Schleifladen-Instrument hat 70 Register auf vier Manualen und Pedal. Die Spiel- und Registertrakturen sind elektrisch. Das Instrument ist mit zwei schwellbaren Werken ausgestattet (Schwellwerk, Echowerk). Eine Besonderheit der Orgel ist ein weiteres Solowerk (Solo Royal), welches an jedes Manualwerk und das Pedal frei ankoppelbar ist.
| I Chorwerk C–c4    |       |
| Cantabile Diapason | 8′    |
| Stopped Diapason   | 8′    |
| Octave             | 4′    |
| Chimney Flute      | 4′    |
| Sesquialtera II    | 2 ⁄3′ |
| Recorder           | 2′    |
| Larigot            | 1 ⁄3′ |
| Sharp Mixture III  | 1 ⁄3′ |
| Trumpet            | 8′    |
| Cremona            | 8′    |
| Tremulant          |       |

| II Hauptwerk C–c4    |       |
| Double Open Diapason | 16′   |
| Open Diapason Nr. 1  | 8′    |
| Open Diapason Nr. 2  | 8′    |
| Open Diapason Nr. 3  | 8′    |
| Hohl Flute           | 8′    |
| Stopped Diapason     | 8′    |
| Octave               | 4′    |
| Harmonic Flute       | 4′    |
| Twelfth              | 2 ⁄3′ |
| Fifteenth            | 2′    |
| Cornet III           | 2 ⁄3′ |
| Full Mixture V       | 1 ⁄3′ |
| Trombone             | 16′   |
| Tromba               | 8′    |
| Clarion              | 4′    |

| III Schwellwerk C–c4 |       |
| Bourdon              | 16′   |
| Geigen Diapason      | 8′    |
| Rohr Flute           | 8′    |
| Salicional           | 8′    |
| Voix celeste         | 8′    |
| Principal            | 4′    |
| Lieblich Flute       | 4′    |
| Fifteenth            | 2′    |
| Mixture IV           | 2 ⁄3′ |
| Contra Posaune       | 16    |
| Horn                 | 8′    |
| Oboe                 | 8′    |
| Vox humana           | 8′    |
| Harmonic Posaune     | 4′    |
| Tremulant            |       |

| IV Echowerk C–c4    |        |
| Violoncello         | 8′     |
| Echo Gedackt        | 8′     |
| Echo Dulciana       | 8′     |
| Viol d’orchestre    | 8′     |
| Unda maris          | 8′     |
| Flauto Traverso     | 4′     |
| Magic Flute         | 4′     |
| Echo Twelfth        | 2 ⁄3′  |
| Echo Piccolo        | 2′     |
| Echo Seventeenth    | 1 3⁄5′ |
| Echo Piccolino      | 1′     |
| Orchestral Clarinet | 8′     |
| Orchestral Oboe     | 8′     |
| Tremulant           |        |

| Solo Royal C–c4 |    |
| Royal Chimes    |    |
| Royal Trumpet   | 8′ |
| Flûte Qaboos    | 8′ |

| Pedal C–g1          |       |
| Double Open Wood    | 32′   |
| Open Diapason Metal | 16′   |
| Open Diapason Wood  | 16′   |
| Violone             | 16′   |
| Bourdon             | 16′   |
| Echo Bourdon        | 16′   |
| Principal           | 8′    |
| Bass Flute          | 8′    |
| Octave              | 4′    |
| Flute               | 4′    |
| Jubilee Flute       | 2′    |
| Mixture IV          | 2 ⁄3′ |
| Contra Posaune      | 32′   |
| Ophicleide          | 16′   |
| Trumpet             | 8′    |

## Bildergalerie

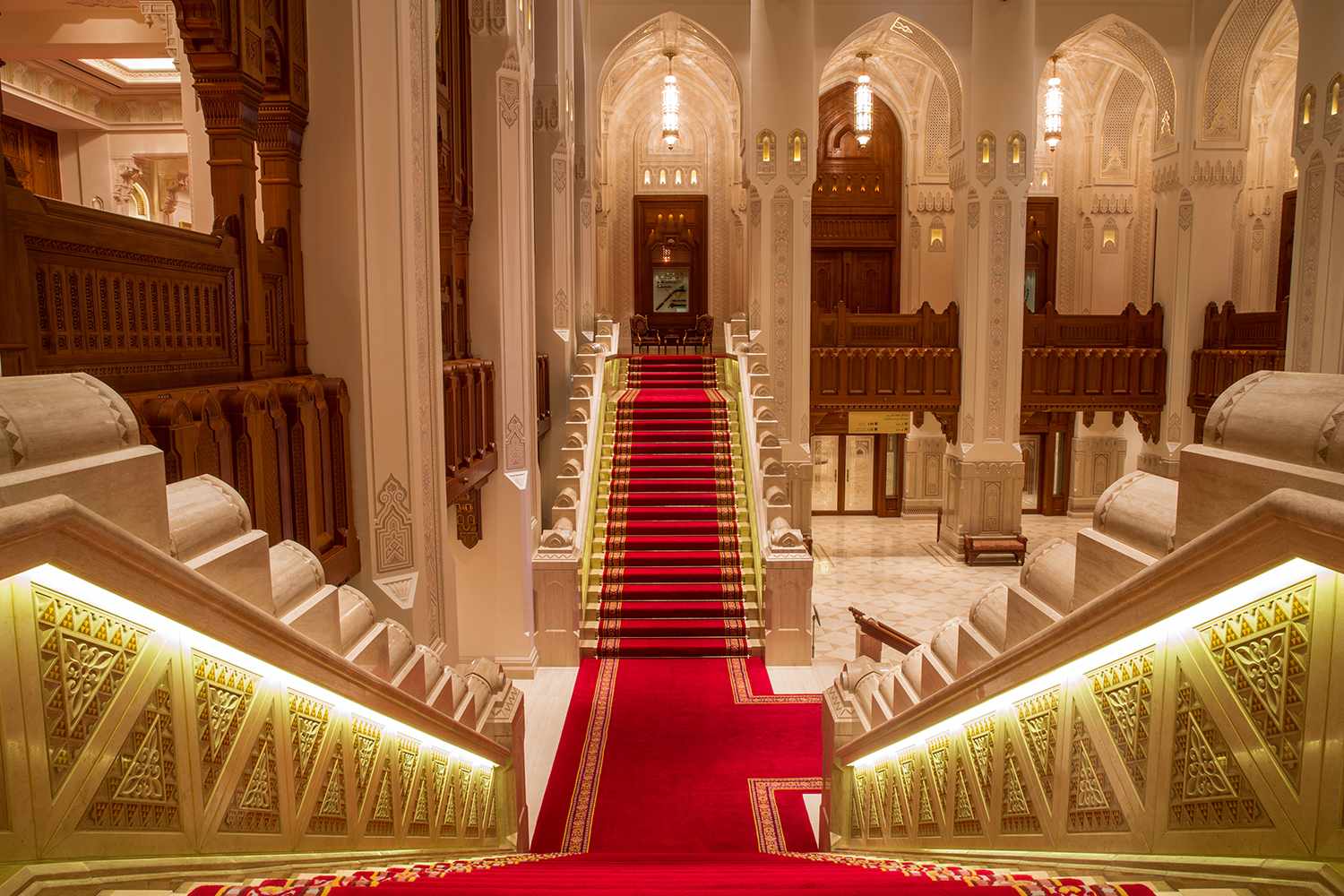
Eingangshalle
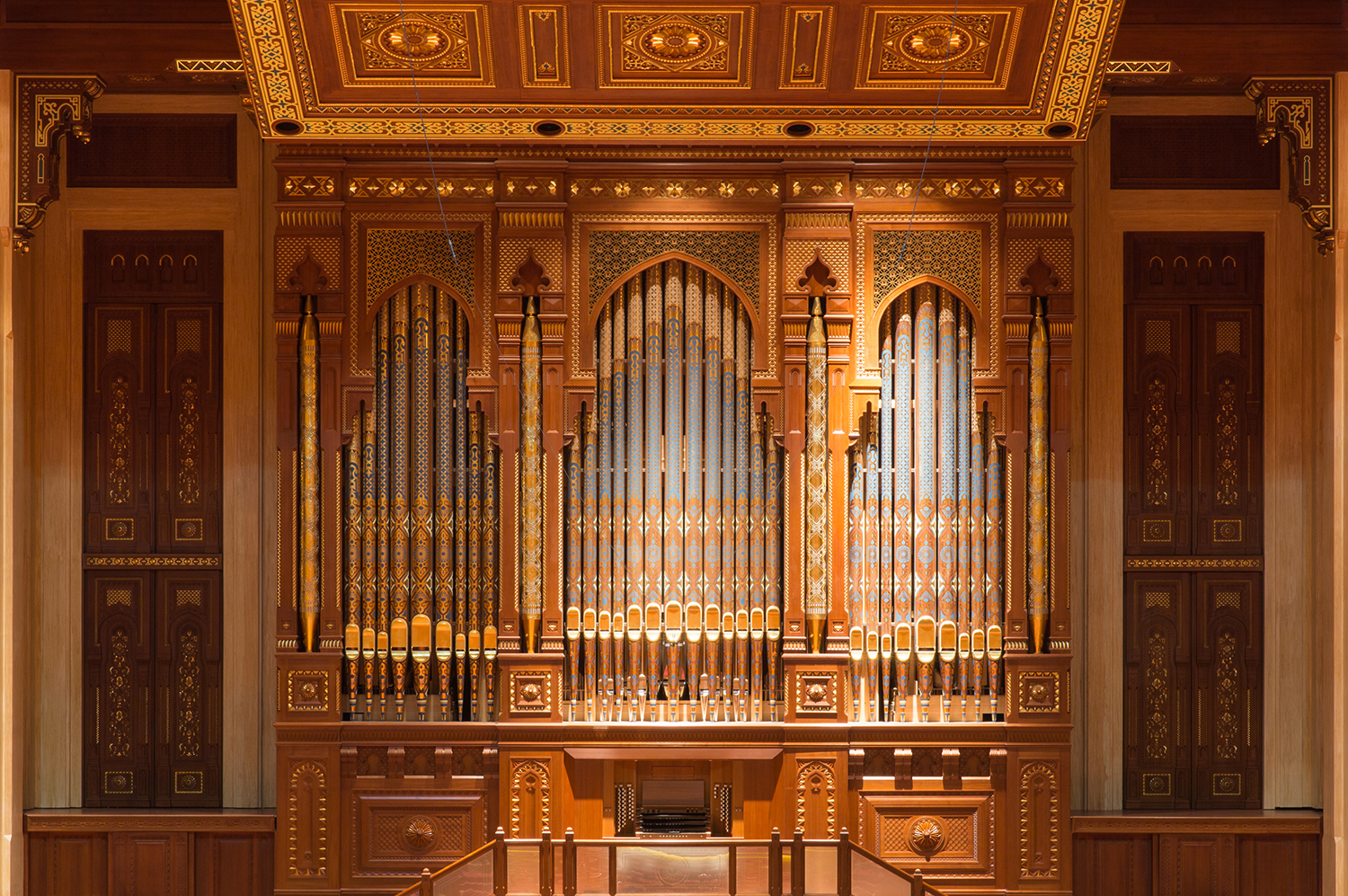
Die Orgel
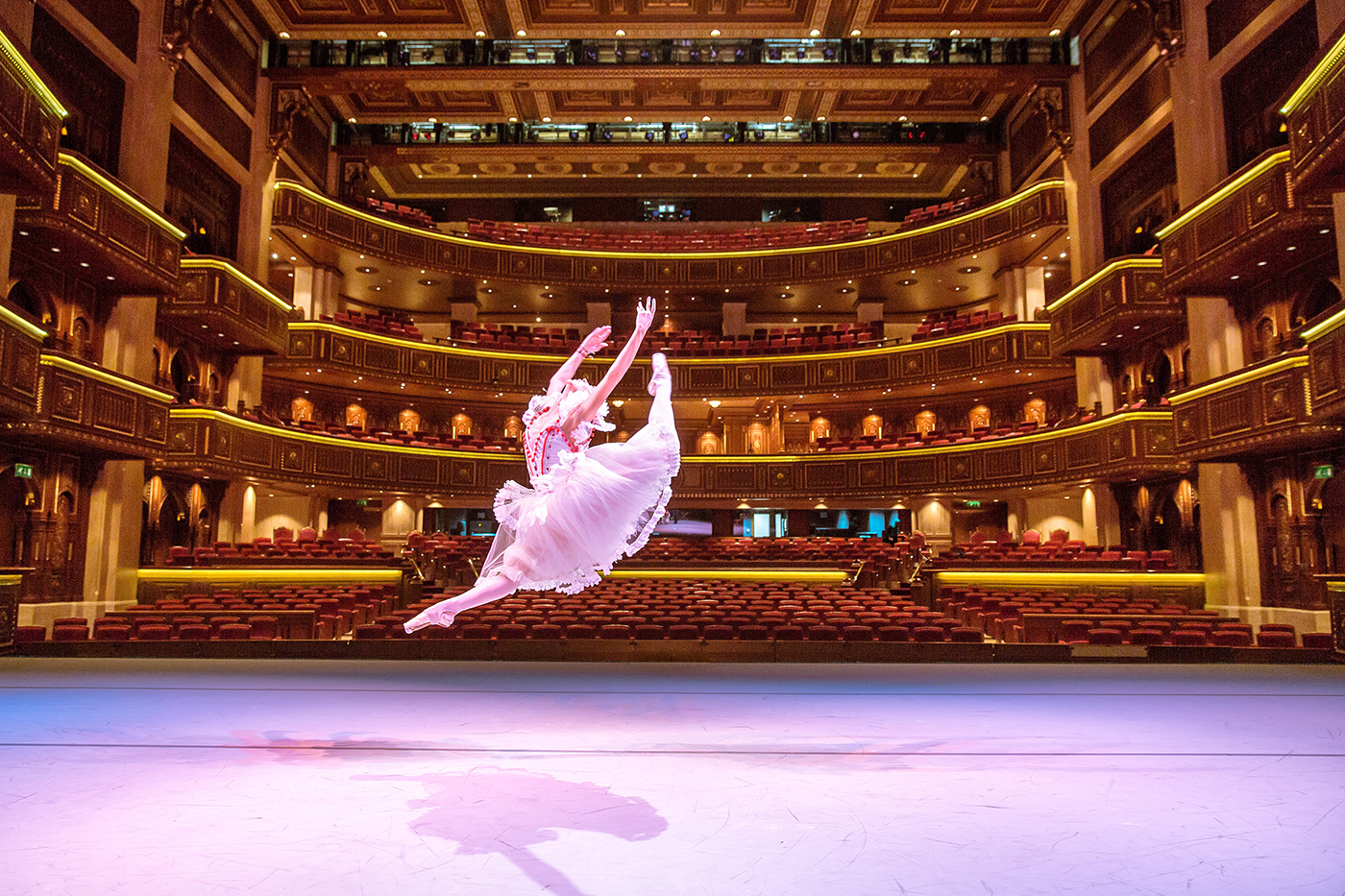
Probe des kubanischen Nationalballetts
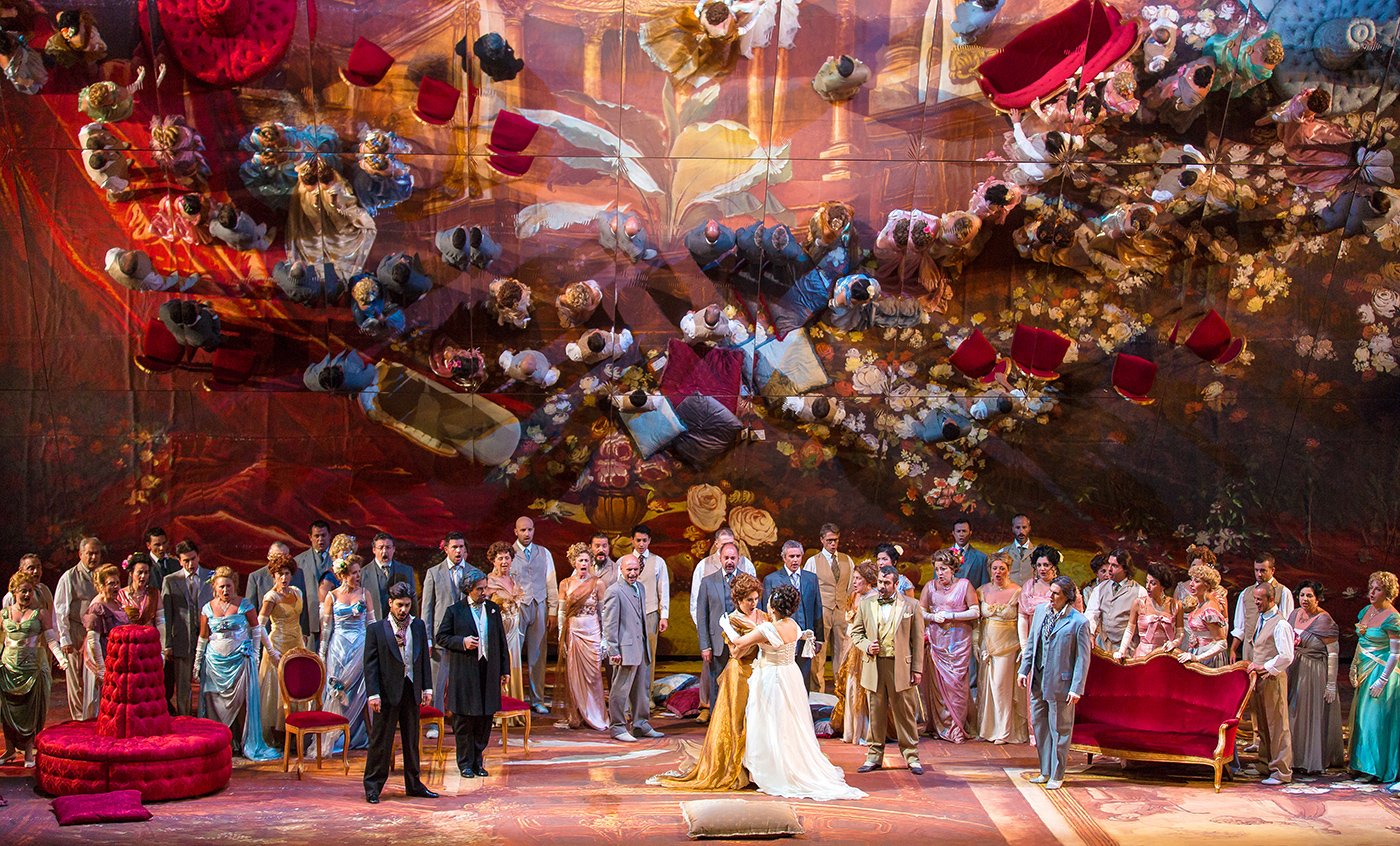
La traviata, Oper von Giuseppe Verdi, Oktober 2013
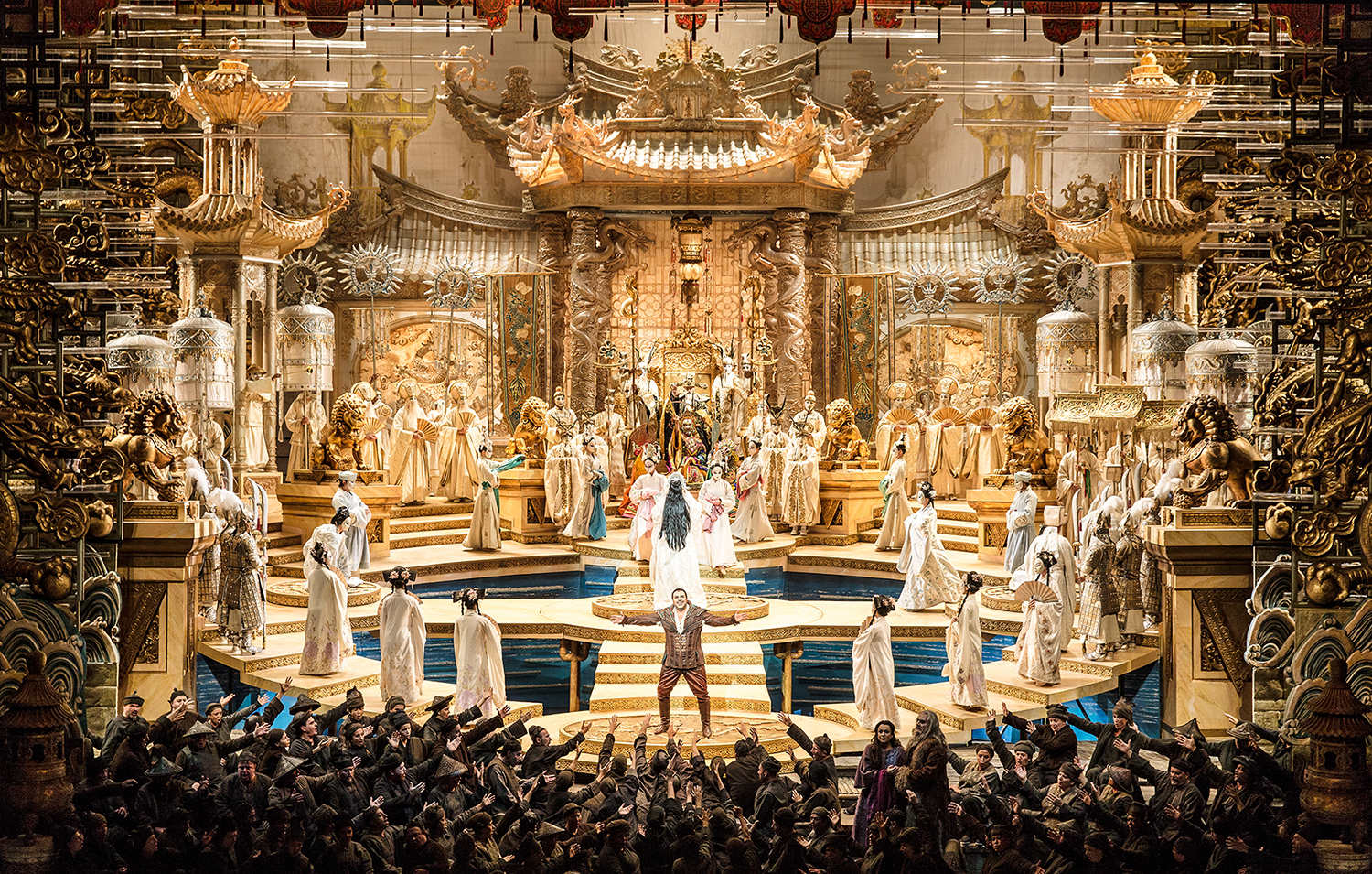
Turandot, Oper von Giacomo Puccini, Vorstellung
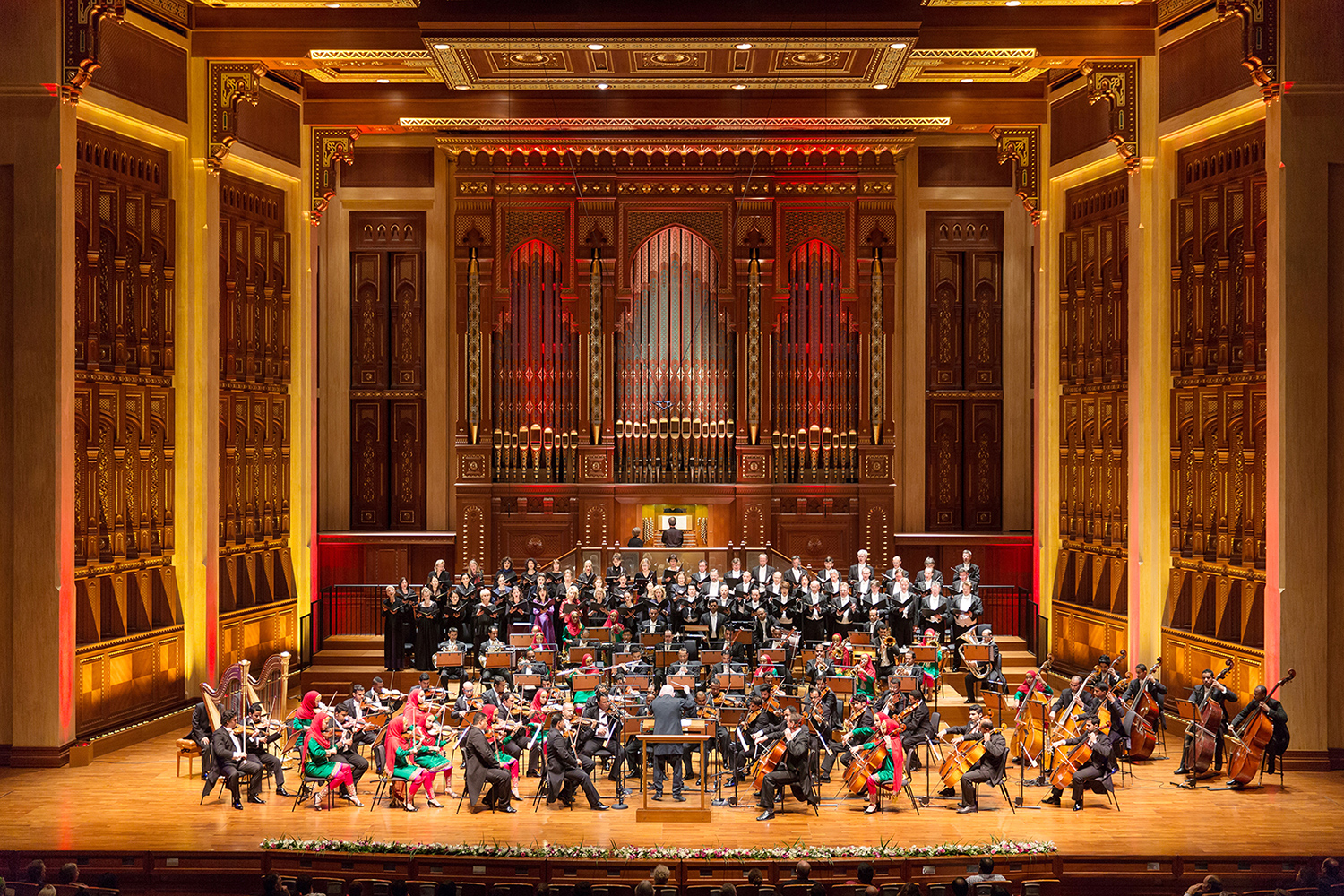
Konzert des Royal Oman Symphony Orchestra